# Notarcha butyrina
Notarcha butyrina is een vlinder uit de familie van de grasmotten (Crambidae). De wetenschappelijke naam van deze soort is voor het eerst gepubliceerd in 1886 door Edward Meyrick.
Deze soort komt voor in Fiji.